# Moslim

Verspreiding van moslims over de wereld per land in 2014

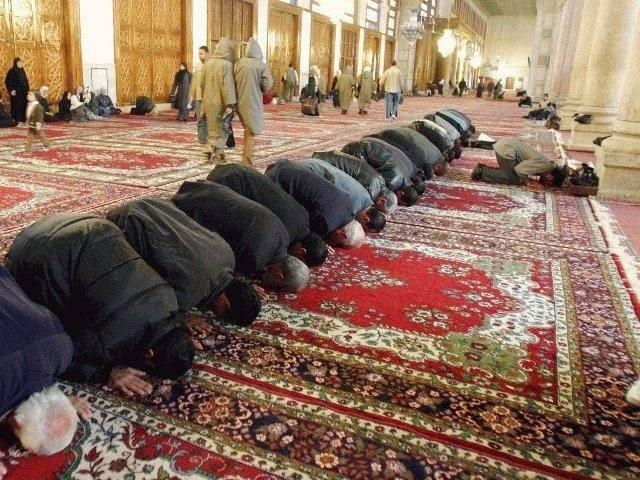
Moslims die salat verrichten in een moskee

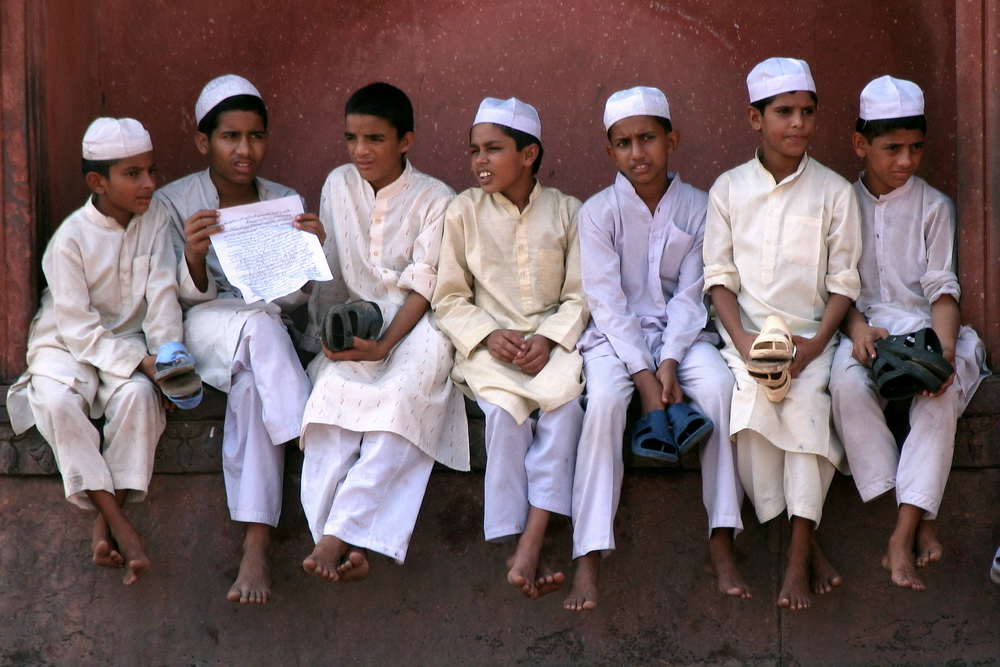
Moslimjongens in islamitische dracht

Een moslim (Arabisch: مسلم, moeslim, Perzisch: مسلمان, Turks: müslüman) is letterlijk: iemand die zich overgeeft, waarbij gedoeld wordt op de overgave aan God (Arabisch: الله, Allah). "Moslim" kan dus ook in een bredere context gebruikt worden. Meestal wordt met een moslim een aanhanger van de islam bedoeld, ook hier in dit artikel.
De sjahada verwoordt dat een moslim boven alles in God gelooft en doorgaans wordt daarop volgend Mohammed 'slechts' als diens profeet of boodschapper beschouwd. Wel zien de meeste moslims, met name soennieten, Mohammed als een volmaakt rolmodel en proberen zij hem zo getrouw mogelijk na te volgen in woord en daad, omdat volgens hen in de Koran een verwijzing hiernaar staat. Deze verwijzing wordt betwist door koranistische moslims.
De Koran stelt dat de term moslim afkomstig is van God zelf:
En strijdt voor de zaak van Allah zoals ervoor behoort te worden gestreden. Hij heeft u verkozen en heeft u in de godsdienst geen lasten opgelegd – dit is het geloof van uw vader Abraham. Hij heeft u Moslims genoemd voorheen en in dit Boek, opdat Onze boodschapper getuige over u zij, en dat gij getuige moogt zijn over de mensheid. Onderhoudt het gebed, betaalt de zakat en houdt u aan Allah vast. Hij is uw Beschermer. Een uitmuntend Meester en een uitnemend Helper. (Soera De Bedevaart 78)

## Andere benamingen
Een synoniem voor moslim is islamiet. Zowel mannelijke als vrouwelijke moslims noemen zichzelf vaak 'moslim', al wordt door met name jongere zelfbewuste islamitische vrouwen tegenwoordig ook steeds vaker het woord moslima gebruikt. In het Nederlands werd lange tijd vaak het woord mohammedaan gebruikt. Door sommige moslims wordt, in verschillende gradaties, bezwaar tegen deze term gemaakt omdat ze zich niet als volgelingen van Mohammed, maar van God beschouwen of omdat ze persoonsverheerlijking verwerpen. De term is om die reden bij velen in onbruik geraakt.
Het synoniem muzelman komt van het Turkse müslüman dat weer afgeleid is van het Perzische meervoud musliman. In het Nederlands is dit woord niet gebruikelijk meer, maar in het Frans is dit het gewone woord (musulman). De laatste lettergreep heeft dus niets met een man te maken en het soms gehoorde muzelvrouw is dan ook een etymologische vervorming.
Moslims wijzen er vaak op dat de woorden islam en moslim verband houden met de Arabische woorden voor vrede: salam en overgave: taslim. Ze zijn alle drie afkomstig van dezelfde drieletterige wortel سلم (S-L-M), die onder andere "zich overgeven, onderwerpen" betekent.

## Het geloof en de verplichtingen van een moslim
De soennitische en de sjiitische islam stellen de vijf zuilen van de islam voorop. De Zuilen worden apart van elkaar genoemd in de Koran. Andersgelovigen hebben soms moeite met het ontbreken van een letterlijke beschrijving op één plaats in de Koran. De Hadith en tradities geven vaak echter een belangrijke invulling die zeker niet vergeten moet worden.
De zuilen van geloof geven aan wat een moslim behoort te geloven. Deze zuilen verschillen soms, maar te stellen valt dat een moslim in het bijzonder de verplichting heeft te allen tijde monotheïst te zijn. Daarnaast moet hij alle profeten (zoals Musa en Isa), de Koran en de andere islamitische heilige boeken (zoals de Tawrat en de Indjil) erkennen. Echter niet de huidige boeken, maar de oorspronkelijke Thora en het Evangelie dat aan Mozes en Jezus werd geopenbaard. Sommigen, met name sjiieten, nemen vaak ook de inspanning voor het geloof als een der zuilen.
Hoe iemand moslim wordt, kan op verschillende wijzen. Doorgaans wordt iemand een moslim door ten overstaan van een imam of Korangeleerde en in het bijzijn van ten minste twee getuigen, zowel mannelijk als vrouwelijk, kunnen hier als getuige optreden - de geloofsbelijdenis van de islam in het Arabisch op te zeggen. Met het uitspreken van de sjahada belijdt men het credo van de islam, namelijk dat er maar één godheid is, God, en dat Mohammed zijn profeet en boodschapper is.
Centraal in de islamitische omgang staat het Goddelijke. Zo zal op een verwachting voor de toekomst het insjallah (als God het wil) klinken, waarop men eveneens antwoordt met insjallah. Op grond van de Koran behoort men de gasten op zeer goede wijze te behandelen. Daarnaast wenst men elkaar bij begroeting de vrede toe. Deze wordt steeds in het Arabisch uitgesproken met de woorden 'assalam alaikum' (vrede zij met u) of kortweg 'salam' (vrede), waarop de aangesprokene minstens antwoordt met 'wa-alaikum assalam' (en met u de vrede) of kortweg 'salam' (vrede) of 'wa-alaikum' (en met u).

## Huidige geloofsinvulling van een moslim
Moslims verschillen van elkaar in de manier waarop men de moderniteit en verlichtingswaarden met de aanhankelijkheid aan de islam als geloof en de islamitische manier van het leven in overeenstemming brengen. Er is onderscheid tussen moslims die hun leven willen leven zoals de eerste drie generaties van de islam en zij die tot doel hebben om de islam te herinterpreteren in het licht van de vragen en uitdagingen van deze tijd.
Islamisme is een relatief nieuwe term voor een reeds sinds het ontstaan van de islam bestaande stroming die de orthodoxe zienswijze als oorspronkelijke, authentieke vorm van de islam ziet en die andere vormen van de islam als bedorven en onrechtmatig ziet. Zij staat een rigoureuze, hernieuwde toepassing van de Koran en de religieuze wetten voor. Deze niet-geestelijken passen de islamitische wetten echter toe zonder de islamitische leermeesters te consulteren. Zij erkennen de tafsir die in de loop der eeuwen door islamitische juristen werden gemaakt, niet.
In tegenstelling hiermee zien veel meer vrijzinnige moslims de integratie van moderne verlichtingswaarden als verenigbaar met het oorspronkelijke theologische programma waarop de islam werd gebaseerd. Tussen deze twee meningen kan men een breed spectrum van manieren van geloven vinden.
Moslims in de westerse wereld houden vaak vast aan gebruiken uit het land van oorspronkelijke herkomst. Niet altijd zijn deze gebruiken onderdeel van de islam, maar onderdeel van de volksislam of van tradities. Voor sommige niet-moslims kunnen deze gebruiken en andere onderdelen van de islam een islamofobische reactie oproepen.

## Moslims in Europa

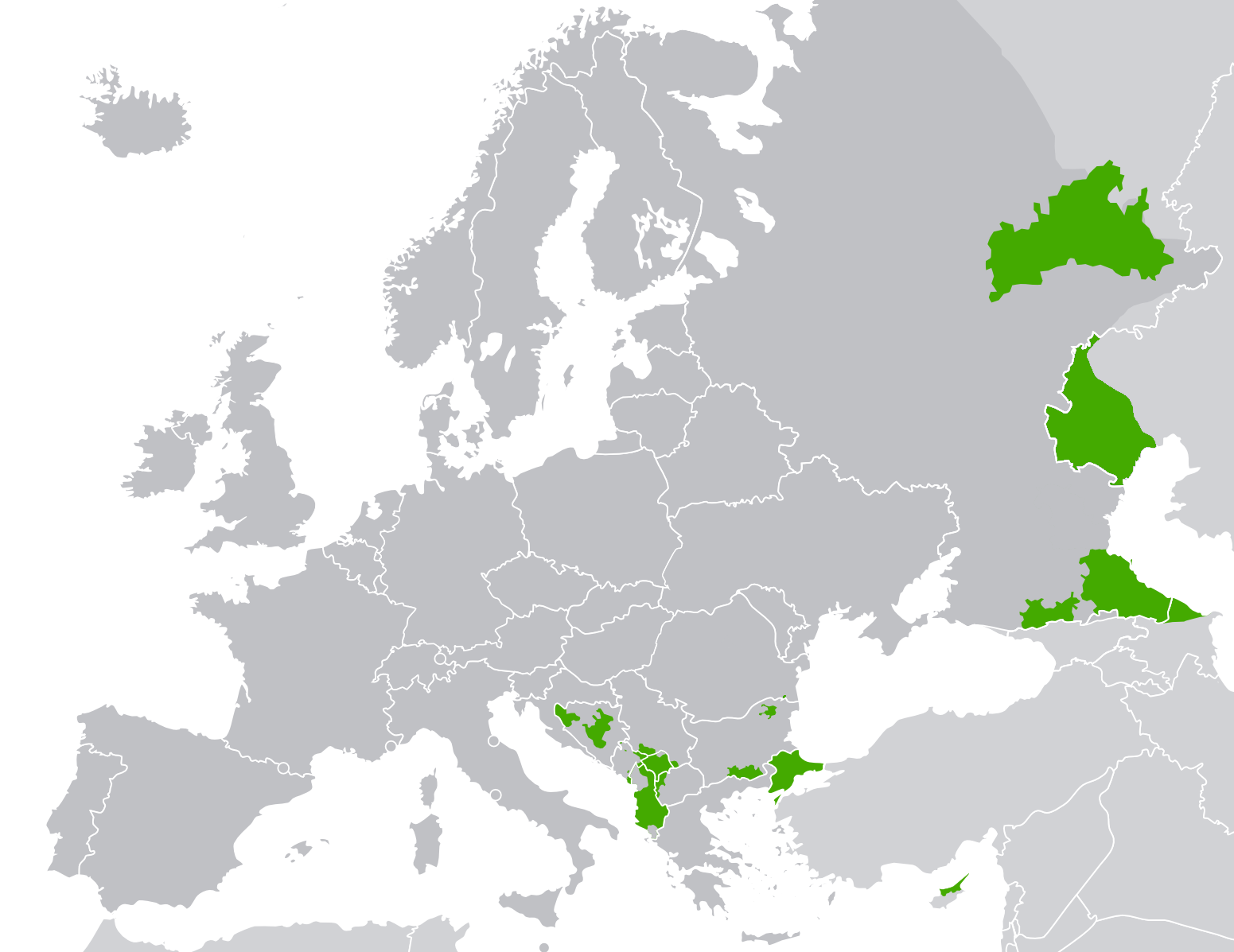
Gebieden met een (autochtone) moslimmeerderheid in Europa

In Europa komt de islam na de christelijke religies op de tweede plaats. Er zijn grote autochtone moslimminderheden op de Balkan en in andere Oost-Europese landen. In Kosovo, Albanië en Bosnië en Herzegovina is de islam de grootste religie.
In West-Europa bestaat de meerderheid van moslims uit migranten uit islamitische landen en hun nakomelingen. Deze migranten kwamen in de jaren zestig en zeventig van de twintigste eeuw naar West-Europa als gastarbeider, vooral uit Turkije en Marokko. Door gezinshereniging en gezinsvorming ontstonden na 1975 grote moslimgemeenschappen in West-Europa. Absoluut gezien heeft Frankrijk in West-Europa de meeste moslims, gevolgd door Duitsland, het Verenigd Koninkrijk, Italië en Nederland. Ook percentueel gezien staat Frankrijk bovenaan met 8,8% van de bevolking, gevolgd door Zweden (8,1%), België, Nederland (respectievelijk 7,6% en 7,1%), Oostenrijk (6,9%), Verenigd Koninkrijk (6,3 %), Duitsland en Zwitserland (beide 6,1%).